# Fabio D’Elia
Fabio D’Elia (* 19. Januar 1983 in Grabs) ist ein ehemaliger liechtensteinischer Fussballspieler mit italienischer Abstammung.

## Karriere

### Vereine
Fabio D’Elia spielte in seinen Jugendjahren beim FC Schaan, ehe ihn 2001 der Schweizer Viertligist Chur 97 verpflichtete. 2003 wechselte D’Elia zum Liechtensteiner Hauptstadtklub FC Vaduz und war sofort als Stammspieler anerkannt. 2006 schloss sich der damals 23-Jährige dem USV Eschen-Mauren an, bevor er 2012 zum FC Schaan zurückkehrte. Im Jahr 2015 unterschrieb er einen Vertrag beim FC Ruggell, für den er dann bis zu seinem Karriereende 2018 aktiv war.

### Nationalmannschaft
D’Elia gab sein Länderspieldebüt in der liechtensteinischen Fussballnationalmannschaft am 28. Februar 2001 beim 0:2 gegen Lettland im Rahmen eines Freundschaftsspiels, als er in der 84. Minute für Michael Stocklasa eingewechselt wurde. Bis 2010 war er insgesamt 50 Mal für sein Heimatland im Einsatz, wobei er zwei Tore erzielen konnte.